# Kai Grjotheim
Kai Gudbrand Grjotheim (* 13. Juli 1919 in Åsnes; † 17. April 2003 in Oslo) war ein norwegischer Chemiker (Anorganische Chemie, Metallurgie, Physikalische Chemie). Er befasste sich vor allem mit Aluminium-Elektrolyse.
Grjotheim studierte Chemieingenieurwesen an der Technischen Hochschule in Trondheim mit dem Abschluss 1950 und war danach dort Assistent und ab 1955 Dozent. 1956 wurde er promoviert, war als Post-Doktorand 1956/57 an der University of Toronto und 1959 wurde er Professor für Chemie an der neu gegründeten Universität Trondheim, ab 1961 Professor für Physikalische Chemie an der Technischen Universität Dänemarks in Lyngby bei Kopenhagen und ab 1973 Professor für Allgemeine und Anorganische Chemie an der Universität Oslo. 1989 ging er in den Ruhestand.
Von ihm stammen Verbesserungen der Aluminium-Elektrolyse und der Pressmetallurgie von Aluminium, wobei er eng und weltweit mit der Industrie zusammenarbeitete. Außerdem befasste er sich mit Chemie bei hohen Temperaturen.
Er war Mitglied der Norwegischen Akademie der Wissenschaften.

## Schriften
- Contribution to the theory of Aluminium electrolysis, Trondheim 1956
- Herausgeber mit T. Førland, K. Motzfeldt, S. Urne: Selected Topics in High Temperature Chemistry, 1966
- mit C. Krohn: Aluminium Electrolysis. The chemistry of the Hall-Héroult process, Düsseldorf, 1977
- mit B. J. Welch: Aluminium Smelter Technology: a pure and applied approach, Düsseldorf 1980